# Raúl Minchinela
Raúl Minchinela (Saragossa, 1973) és enginyer industrial. Principalment conegut per la seva videosèrie a internet Reflexiones de Repronto (2007), que ja ha completat quatre temporades. La seva trajectòria digital va començar a Contracultura (1995), que es considera el primer webzine generalista en espanyol. Com analista cultural, ha publica en mitjans nacionals (Cultura/s, Mondo Brutto, Leer, Rockdelux), internacionals (Clarín, Le Courrier International) i digitals (Elitevisión, El Butano Popular). Ha intervingut en directe en cinemes i festivals amb el seu projecte Trash entre Amigos.